# Hans Richard Weinhöppel

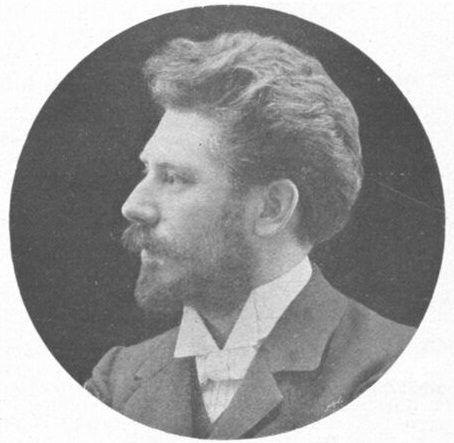
Hans Richard Weinhöppel

Hans Richard Weinhöppel (* 29. September 1867 in München; † 10. Juli 1928 ebenda) war ein deutscher Kapellmeister und Komponist. Er publizierte auch unter seinem Pseudonym Hannes Ruch.

## Leben
Hans Richard Weinhöppel besuchte in München das Gymnasium und studierte fünf Jahre an der Königlich Bayerischen Musikschule München, wo er Klavier und Gesang und u. a. bei Josef Gabriel Rheinberger Unterricht in Kontrapunkt hatte. Er strebte zunächst eine Laufbahn als Opernsänger. Nach dem Besuch des Konservatoriums bildet er sich als Dirigent und Lehrer in Paris weiter. 1892 wurde er Theaterkapellmeister an der Opéra Française in New Orleans. Vier Jahre später kehrte er nach München zurück, wo er sich als Komponist, Kritiker und Gesangslehrer niederließ. Von 1901 bis 1903 war er Mitglied, vier Jahre musikalischer Leiter und Coupletkomponist des von ihm mitbegründeten Kabaretts Die 11 Scharfrichter in München. Er führte dort den „Scharfrichter-Namen“ Hannes Ruch, unter dem er auch seine für das bis 1904 bestehende Kabarett verfassten Lieder und Werke publizierte. Mit dem ebenfalls bei den „Elf Scharfrichtern“ mitwirkenden Frank Wedekind, von dem er eine Reihe von Liedern vertonte bzw. mit eigenartigen, gediegenen Gitarrensätzen versah, verband ihn eine langjährige enge Freundschaft. Danach war er zwei Jahre in Capri und Rom und ein Jahr am Sternschen Konservatorium in Berlin. In Wien wurde dann musikalischer Leiter des von Marc Henry und Marya Delvard gegründeten Kabaretts Nachtlicht (1906) und des Cabaret Fledermaus (1907). Von 1906 bis 1927 war Weinhöppel, berufen von Fritz Steinbach, Professor für Sologesang und mimische Darstellung am Kölner Konservatorium.
Sein Grab befindet sich auf dem Münchener Waldfriedhof.

## Werke (Auswahl)
- Die Laune des Verliebten. Schauspielmusik zu dem Schäferspiel von Johann Wolfgang von Goethe. 1907.
- Zwölf Lieder. 2 Hefte.
- Neue Lieder. 2 Hefte
- Rokoko. 2 Hefte
- Zwölf neue Schelmenlieder für Gitarre oder Laute von Hannes Ruch. 4 Hefte. 1912.
- Soldatenliederalbum
- Gebirgsbleamerln. 5 Hefte
- Dideldum. 2 Hefte
- 30 heitere Tenorlieder.
- 30 heitere Basslieder. 1914.
- Hannes Ruch: Wer ist Oskar Panizza? [Einleitung] In: Oskar Panizza, Visionen der Dämmerung. München/Leipzig 1914.
- Drei Lieder mit Klavier- oder Lautenbegleitung. 1916.
- Jugend. Oper in 3 Aufzügen frei nach Max Halbes gleichnamigen Drama von Hans Richard Weinhöppel [Libretto]. Musik von Ignatz Waghalter. 1917.
- 45 Lieder aus dem Rosengarten von Hermann Löns. 1921.
- Die elf Scharfrichter. Grotesker Marsch. (für das Kabarett „Die Elf Scharfrichter“ in München)
- Für Gitarre allein:
  - Bunte Beute. 20 Stücke in 2 Heften
  - Spielmusik. 15 Stücke
  - 20 Solostücke
  - Kunterbunt. 12 Stücke

## Radiofeature
- Monika Dimpfl: Mähneumwallter Musiker: Hans Richard Weinhöppel alias Hannes Ruch (1867–1928). Radiosendung des Bayerischen Rundfunks am 16. Dezember 2001 in Bayern 2.